# Kirtland
Kirtland är en amerikansk stad i Lake County, Ohio. Befolkningen uppskattades till 6 812 personer (2019).
Staden är främst känd för att Sista dagars heliga-rörelsen hade sitt högkvarter här från 1831 till 1837, i väntan på att kunna bygga en religiös fristad längre västerut. Här byggdes också det första mormontemplet, Kirtland Temple, uppfört 1836. Bland annat ska Joseph Smith fått de uppenbarelser som lett till 46 av de 138 kapitlen i kyrkans heliga skrift, ’’Läran och Förbunden’’, i Kirtland mellan februari 1831 och juli 1837.  En av dessa uppenbarelser är det så kallade Visdomsordet, som har en framträdande roll i kyrkans doktrin.
I Kirtland finns även Holden Arboretum, ett av USA:s största arboretum och botaniska trädgårdar, med en yta på mer än 1 500 hektar.